# Kamalpur
Kamalpur es un pueblo y nagar Panchayat situado en el distrito de Dhalai en el estado de Tripura (India). Su población es de 10872 habitantes (2011). Se encuentra a orillas del río Dhalai, a 93 km de Agartala, la capital del estado.

## Demografía
Según el censo de 2011 la población de Kamalpur era de 10872 habitantes, de los cuales 5479 eran hombres y 5393 eran mujeres. Kamalpur tiene una tasa media de alfabetización del 97,77%, superior a la media estatal del 87,22%: la alfabetización masculina es del 98,61%, y la alfabetización femenina del 96,93%.